# آریس اسپیرز
آریس اسپرز (انگلیسی: Aries Spears؛ زادهٔ ۳ آوریل ۱۹۷۵) یک هنرپیشه اهل ایالات متحده آمریکا است.
او در فیلم چرا احمق‌ها عاشق می‌شوند و جوسی و پوسی‌کت بازی کرده است.